# Xavier Roelens
Xavier Roelens (Rekkem, 1976) is een Vlaamse dichter.
In 2009 werd Roelens hoofdredacteur van het literaire tijdschrift Kluger Hans. Hij bleef dat gedurende vijf jaar. Roelens was ook hoofdredacteur van het ter ziele gegane En er is.